# Kirstin Maldonado
Kirstin „Kirstie” Maldonado (n. 16 mai 1992, Fort Worth, Texas, SUA) este o cântăreață americană.
Kirstie este unul dintre membrii fondatori și Mezzo-Soprana trupei Pentatonix. 
| Basic Info     | Basic Info               |
| -------------- | ------------------------ |
| Nume complet   | Kirstin Taylor Maldonado |
| Data nasterii  | 16 mai 1992              |
| Locul nasterii | Arlington, Texas         |
| Tipul vocii    | Mezzo-Soprana            |

1. ↑  Kirstie Maldonado, Česko-Slovenská filmová databáze
2. ↑  Kirstin Maldonado, Internet Broadway Database